# Correos (álbum)
Correos es el sexto disco de Platero y Tú, grabado en el estudio "la casa de Iñaki" y mezclado en Lorentzo Records durante la primavera de 2000, y editado el 2 de octubre de ese año por DRO. Fue disco de oro. Como es habitual en casi todos los discos de Platero y Tú, Correos cuenta con la colaboración especial de otros artistas y de amigos del grupo: entre otros, intervienen Robe de Extremoduro en Humo de mis pies y Entrando cruzado, José Alberto Batiz (quien luego sería guitarrista de Fito & Fitipaldis entre 2001 y 2006) en Cigarrito y Edorta Aróstegui (Flying Rebollos). El disco incluye como bonus track una versión del tema Pero al ponerse el sol de Los Bravos.

## Lista de canciones
| N.º | Título                                 | Escritor(es)                | Duración |  |
| 1.  | «Cigarrito»                            | Iñaki Antón / Fito Cabrales | 3:58     |  |
| 2.  | «Un ticket para cualquier lugar»       | Edorta Arostegui            | 4:45     |  |
| 3.  | «Entre dos mares»                      | Fito / Iñaki / Juantxu      | 4:13     |  |
| 4.  | «Caminar cuesta arriba»                | Edorta Arostegui            | 3:57     |  |
| 5.  | «Naufragio»                            | Iñaki Antón / Fito Cabrales | 3:59     |  |
| 6.  | «Entrando cruzado (con Robe Iniesta)»  | Iñaki Antón / Fito Cabrales | 4:04     |  |
| 7.  | «Salvaje»                              | Iñaki Antón / Fito Cabrales | 2:30     |  |
| 8.  | «Humo de mis pies (con Robe Iniesta)»  | Iñaki Antón / Fito Cabrales | 3:28     |  |
| 9.  | «Me da igual»                          | Iñaki Antón / Fito Cabrales | 4:02     |  |
| 10. | «¿Qué demonios?»                       | Iñaki Antón / Fito Cabrales | 5:01     |  |
| 11. | «Pero al ponerse el sol (bonus track)» | Los Bravos                  | 2:38     |  |

## Sencillos
De este álbum se extrajeron en el mismo año de su publicación los siguientes sencillos:
- Naufragio, edición en CD, conteniendo el tema Naufragio
- Entre dos mares, edición en CD, conteniendo el tema Entre dos mares
- Un ticket para cualquier lugar, edición en CD, conteniendo el tema Un ticket para cualquier lugar

## Posiciones en las listas
| Año  | Lista | Posición |
| ---- | ----- | -------- |
| 2000 | AFYVE | N.º 14   |